# Краснояров, Евгений Валерьевич
Евгений Валерьевич Краснояров (род. 1972, Чита, Читинская область, РСФСР, СССР) — российский серийный убийца, совершивший не менее 8 убийств мужчин и женщин в период с 11 июля 2006 по 19 июля 2016 года на территории Читы на почве национальной ненависти. Кроме этого он был признан виновным в покушении на жизнь ещё 7 человек. В 2018 году Краснояров был приговорён к пожизненному лишению свободы. Настоящее количество жертв Евгения Красноярова не известно следствию. Руководство СУ СКР по Забайкальскому краю полагает, что в действительности Краснояров несёт ответственность ещё за ряд убийств, так как некоторые граждане, которые состояли в конфликте с ним — во время совершения серии убийств пропали без вести и их судьба впоследствии так и не была установлена. Евгения Краснояров известен под прозвищем «Потрошитель таджиков».

## Биография

### Жизнь до убийств
Евгений Краснояров родился в 1972 году на территории Читы. Детство и юность провел в социально благополучной обстановке. В раннем детстве Краснояров начал заниматься спортом. Он посещал секции по рукопашному бою и пулевой стрельбе. В конце 1980-х Краснояров стал изучать филиппинские боевые искусства и посещать занятия по обучению техники ножевого боя. На спортивном поприще Краснояров достиг успешных результатов. Он неоднократно становился призером различных спортивных соревнований и имел разряд кандидата в мастера спорта, вследствие чего в школьные годы был популярен в школе и округе среди сверстников.  В 1990 году Евгений Краснояров был призван в Советскую армию. Благодаря увлечению военно-прикладными видами спорта и атлетическому телосложению, Краснояров военную службу проходил в престижной спортроте. После окончания службы в армии в 1992 году он вернулся в Читу. Из-за распада СССР и последовавших за ним экономических реформ Краснояров некоторое время испытывал проблемы с трудоустройством и материальные трудности, после чего по приглашению ряда своих знакомых начал вести криминальный образ жизни и стал членом ОПГ «Джекичановские», члены которой увлекались восточными единоборствами. В уголовном мире Читы Евгений Краснояров был известен под прозвищем «Джон» и ксенофобией по отношению к жителям кавказских и среднеазиатских республик. Благодаря своим способностям Евгений Краснояров быстро стал подниматься по лестнице преступной иерархии. В середине 1990-х он занимал должность бригадира в ОПГ «Джекичановские», после чего стал личным телохранителем Читинского криминального авторитета и предпринимателя Валерия Торгаева. В этот период  Краснояров женился и стал фанатом оружия и военной экипировки. После гибели Торгаева в результате ДТП в 2006 году, Краснояров некоторое время работал телохранителем его вдовы. В конце 2000-х он был задержан по обвинению в совершении разбойного нападения, но свидетели, давшие на него показания, в дальнейшем от них отказались,  после чего Краснояров, проведя 3 месяца в СИЗО вышел на свободу. В начале 2010-х Краснояров устроился работать тренером в детско-юношескую спортивную школу №5 города Читы, где проработал вплоть до своего ареста. В этот период он снова попал в центр внимания правоохранительных органов, после того как были избиты ряд клиентов его жены Елены, которая занималась гаданием на картах. Полиция подозревала в причастности к этим преступлениям Евгения Красноярова, однако очевидных доказательств его вины найдено не было и ему впоследствии не было предъявлено никаких обвинений. Друзья и знакомые Красноярова свидетельствовали о том, что он являлся сторонником супремасизма и открыто заявлял окружающим о своих убеждениях, однако сам Краснояров это всячески отрицал, заявляя, что был воспитан родителями в духе интернационализма

### Серия убийств и покушений
Первые убийства Краснояров совершил 11 июля 2006 года около 20:00 в поселке Песчанка, в 400 метрах от дорожного знака «Граница населенного пункта Чита». Жертвами стали двое граждан Таджикистана — Додосиев и Файзиев, которые на протяжении 3 лет торговали на обочине дороги фруктами и овощами. Каждый вечер они загружали товар в «газель», а лоток относили в лес, где прятали его на расстоянии около 50 метров от дороги. Евгений Краснояров подъехал к своим жертвам на мотоцикле «Honda SBR» с белым баком в тот момент, когда они вместе с лотком отошли от дороги в лес. Краснояров догнал  Додосиева и Файзиева и выстрелил каждому из них в область груди, после чего каждому, уже лежащему на земле, сделал по контрольному выстрелу в голову. Убитые имели при себе несколько сотен рублей, однако Краснояров деньги не взял. Он выбежал из леса, сел на мотоцикл и уехал. Свидетелями убийств стали двое молодых парней - родных братьев, однако они не смогли рассмотреть лица Красноярова, вследствие чего его фоторобот составить не удалось. На месте преступления следователи обнаружили гильзы от пистолета. Криминалистическая экспертиза впоследствии установила, что орудием убийства послужил пистолет, переделанный под боевой из травматического «Иж-79-9 РА» «Макарыч.

Из показаний Александра К., свидетеля убийства в поселке Песчанка: 
Мы с братом Дмитрием вечером [в тот день] пошли в лес собирать землянику. Около 20:00 вышли на обочину и присели передохнуть метрах в 50 от таджиков, торговавших арбузами. Видели, как они собрали товар, загрузили его в «Газель», а потом взяли свой прилавок и понесли его от дороги в лес по тропинке. Спустя пару минут мы услышали выстрел, и сразу же — крик одного из таджиков: «Что надо?!» Мы вскочили, чтобы посмотреть, что происходит, и увидели за кустами силуэт мужчины. Он стоял к нам спиной, и на нем был или капюшон, или маска с прорезями для глаз. Затем раздалось еще четыре или пять выстрелов, причем каждый последующий был тише предыдущего. Когда стрельба прекратилась, мы перебежали к трассе и легли, спрятались за большое дерево. Минут десять ничего не происходило, из леса никто не вышел. Мы пошли посмотреть, что случилось, и наткнулись на одного из таджиков, что заносил прилавок в лес. Он лежал на животе. Дальше мы не пошли, вернулись к трассе и стали голосовать, чтобы вызвать милицию.
Второе преступление по версии следствия Краснояров совершил в ночь с 28 на 29 июня 2012 года в центре Читы. Поздно вечером он бросил в окно частного дома на Аргунской улице две бутылки с зажигательной смесью, после чего из автоматического оружия стал стрелять по жильцам дома, которые попытались  потушить огонь. Во время стрельбы ранения получили 12-летняя девочка Кристина и ее 57-летний дедушка. Остальные жильцы дома упали на пол, укрываясь от пуль и остались невредимы. Расстреляв все патроны, Краснояров скрылся с места преступления. В ходе расследования было установлено, что хозяином дома являлся цыган.
Через 11 месяцев, в ночь на 28 мая 2013 года, Краснояров совершил массовое убийство в домах №34 и №36 на Облепиховой улице. Проникнув во двор дома № 34, Краснояров выстрелом в живот ранил гражданина Узбекистана Жасура Сатликова, который остался в сознании и спрятался в доме под кроватью. Вторым выстрелом в голову Краснояров убил узбека Буниеда Жонибекова, который находился во дворе и разговаривал по телефону. В этот момент из дома выбежала на улицу 18-летняя Наталья Черепанова, которую Евгений Краснояров ранил выстрелом в грудь. Осмотрев раненых во дворе, он установил, что они были еще живы, после чего добил Жонибекова и Черепанову контрольными выстрелами в голову. После этого Краснояров вошел в дом через кухню, обнаружил в одной из комнат прятавшегося под кроватью Сатликова и выстрелом через кровать вторично его ранил. Осмотрев комнаты, Краснояров с удивлением обнаружил в одной из комнат спящую Ирину Коренник, которую застрелил выстрелом в голову. Выходя из дома, Краснояров заметил, что его за действиями наблюдает мужчина из окна соседнего частного дома №36. Не подходя к окну, Краснояров со средней дистанции произвел выстрел в окно и убил хозяина этого дома Максима Гращенко, который получил огнестрельное ранение в области лобной части головы. В ходе расследования сотрудники правоохранительные органы нашли на месте преступления несколько гильз. Выживший в бойне Жасур Сатликов впоследствии был допрошен и дал показания сотрудникам правоохранительных органов, однако лица Красноярова он не видел, вследствие чего следователи не смогли составить фоторобот преступника.

Из показаний потерпевшего Жасура Сатликова:
Я проснулся среди ночи от того, что захотел в туалет. Встал, вышел на улицу и увидел, что во дворе Буниед Жонибеков разговаривает по телефону. Когда я, возвращаясь, подошел к дому, то увидел вспышку в лицо и сразу почувствовал боль в животе. Я в шоке побежал в комнату, и в это время увидел, что Буниед вскинул руки вверх и упал. Забежав в дом, я сразу упал на пол и залез под кровать, где весь сжался и даже дыхание стал сдерживать. В этот момент в дом спокойно зашел неизвестный и встал в дверях, рядом с кроватью, под которой я спрятался. Я задержал дыхание, чтобы не выдать себя, но неизвестный слушал очень долго. И когда я больше не мог сдерживаться и выдохнул, убийца сразу произвел выстрел через кровать. Больше я ничего не помню. Уточню, что в меня стреляли один раз у крыльца и один раз в доме.
В ноябре 2013 года, практически в том же месте, где были убиты таджики 11 июля 2006 года на Облепиховой улице поселка Песчанка, возле дороги, ведущей к кладбищу, Евгений Краснояров совершил покушение на гражданина Таджикистана Мирсаидова, продавца киоска «Овощи — фрукты». Вечером, когда покупателей уже почти не было и на улице было уже темно, Краснояров подошел к киоску и сквозь окно киоска увидел, что Мирсаидов сидел на стуле, правым боком к окну, и смотрел фильм на ноутбуке. Краснояров попытался застрелить его через окно, однако Мирсаидов услышал звук металла по стеклу, повернулся к окну и увидел пистолет, вследствие чего смог увернуться от пули. Падая, он ударился головой и потерял сознание. Придя в себе через несколько минут, Мирсаидов вызвал полицию, сотрудники которой обнаружили пулю в стене киоска, а на земле, в трех метрах справа от форточки, гильзу. Результаты криминалистическо-баллистической экспертизы установили, что преступник стрелял из травматического пистолет «Макарыч», переделанного под стрельбу боевыми патронами, из которого были убиты таджики 11 июля 2006 года.
Меньше чем через месяц, 23 декабря 2013 года около 21.30, на Угданской улице Читы Евгений Краснояров, одетый в куртку темно-коричневого цвета с капюшоном по версии следствии тяжело ранил продавца торговой точки «Овощи — фрукты» Умеджона Баротова.

Из показаний Баротова:
Нижняя часть лица у него была замотана шарфом. Покупатель стал рассматривать фрукты, а я стоял у него за спиной, метрах в полутора. Внезапно мужчина, так и не повернувшись лицом, правой рукой из-под левой подмышки выстрелил в меня. Я сразу почувствовал боль в груди и в животе и закричал от боли и страха. Тут же раздался второй выстрел, после которого я потерял сознание.
2 января 2014 года Евгений Краснояров совершил убийство гражданина Таджикистана Миррихама Рахимова, который работал продавцом киоска в 110 метрах от павильона «Овощи — фрукты» на Угданской улице Читы. В день убийства, поздно вечером Краснояров войдя внутрь трижды выстрелил Рахимову в грудь, после чего произвел контрольный выстрел ему в голову. В ходе криминалистической экспертизы было установлено, что пули и гильзы были идентичными тем, которые были обнаружены на месте убийств таджиков в 2006 году.
19 июля 2016 года около 00:40 во дворе дома №8 по улице Гагарина на территории Читы,  Евгений Краснояров застрелил несколькими выстрелами  известного Читинского предпринимателя и байкера 35-летнего Романа Чипизубова, который в одиночку воспитывал 7-летнего сына.

Из показаний  сестры Романа Чипизубова Елены К:
Роман вернулся с работы около 20:00 и припарковал свой автомобиль Toyota Crown под окнами нашего дома. Около полуночи сработала сигнализация, брат вышел на балкон, но ничего подозрительного не заметил. Через некоторое время брелок вновь запищал, и тогда Роман сказал, что спустится к автомобилю — мол, оставил в багажнике вещи. Он оделся и вышел из квартиры, а я из открытого окна в комнате наблюдала за ним. В квартире на первом этаже горел свет и освещал автомобиль. Я увидела, как брат снял машину с сигнализации, ключом открыл багажник, достал из него пакет — и в этот момент от первого подъезда к нему побежал мужчина.Возникла какая-то странная пауза: брат собрался закрывать багажник, поднял руку — и так замер. Мне показалось, что он узнал этого парня. А тот из кармана достал пистолет и стал в него стрелять. После первых выстрелов Роман громко сказал «Ой, мамочки…» и упал. Потом встал и сделал шаг к стрелявшему, выкрикнув «Ах ты, скотина!», потом захлопнул багажник и побежал в сторону зеленой зоны. А мужчина продолжал стрелять, мне кажется, я услышала не менее десяти выстрелов. В какой-то момент стрелявший повернулся и спокойным шагом пошел в сторону улицы. Я выбежала к брату и увидела, что он без сознания и хрипит. Когда приехала скорая, брат был уже мертв.
В ходе расследования убийства байкера следователи нашли свидетеля, мужчину, который  проживал на первом этаже в соседнем подъезде. Он заявил, что видел как к автомобилю Романа Чипизубова подошел неизвестный ему мужчина в балахоне с накинутым на голову капюшоном и ударил ногой по колесу, после чего сработала сигнализация, а неизвестный скрылся в кустах. Согласно его показаниям, около 10 минут ничего не происходило, после чего неизвестный снова вышел из кустов и снова запустил сигнализацию автомобиля, ударив на этот раз по капоту, после чего вновь скрылся в темноте и появился лишь тогда, когда Чипизубов появился возле автомобиля и открыл багажник. Свидетель утверждал, что убийца покинул место преступления спокойным шагом, стараясь не привлекать к себе никакого внимания. Во время осмотра места преступления, сотрудники полиции обнаружили в сумках, которые Чипизубов достал из багажника - кассовый аппарат, крупную сумму денег и «MacBook», но Евгения Красноярова эти вещи не заинтересовали. В конечном итоге подозреваемый в убийстве Чипизубова установлен не был, так как Чипизубов друзьями и знакомыми характеризовался только положительно, ни с кем не состоял в конфликте, долгов и должников не имел. В ходе расследования правоохранительные органы проверили алиби всех его близких знакомых и друзей, которые теоретически могли быть в момент убийства рядом с ним, однако у всех у них алиби было подтверждено. На месте убийства были обнаружены гильзы от орудия убийства. Через несколько недель по результатам криминалистическо-баллистической экспертизы было установлено, что гильзы по следам неровностей канала ствола соответствуют гильзам пистолета, переделанного из травматического Иж-79-9 РА «Макарыч», который был использован в двойном убийстве граждан Таджикистана 11 июля 2006 года и других нападениях.

### Арест, следствие и суд
После того, как было установлено из результатов криминалистическо-баллистических экспертиз, что убийства, совершенные 11 июля 2006 года и 2 января 2014 года, как и покушения на Мирсаидова и Баротова были совершены из одного и того же пистолета, расследованием уголовного дела стал заниматься первый отдел по расследованию особо важных дел (ОВД) СУ СКР по Забайкальскому краю. Так большая часть убитых и пострадавших являлись уроженцами Таджикистана и Узбекистана, следствие предположило, что преступник выбирал жертв по национальному признаку. Однако Евгений Краснояров до июля 2016 года под подозрение не попал. Краснояров вошел в число основных подозреваемых 26 июля 2016 года, спустя 7 дней после убийства Романа Чипизубова. Во время расследования этого убийства сотрудники полиции проверили видеозаписи, сделанные в день убийства с камер видеонаблюдения, установленных на улице Гагарина. Через семь минут после убийства Чипизубова камера на перекрестке улиц Бабушкина и Верхоленская зафиксировала несколько машин, в том числе внедорожник «Toyota Kluger», который принадлежал Красноярову, после чего он был задержан и подвергнут допросу. Во время допроса Краснояров не только отказался объяснять причины своего появления ночью недалеко от места совершения убийства Чипизубова, но и обвинил сотрудников правоохранительных органов в том, что они сфальсифицировали видеозаписи. Он утверждал, что в момент убийства Чипизубова находился дома, а его автомобиль в гараже. Подозрение в отношении него усилилось после того, как он во время допроса неожиданно во второй раз потерял самообладание, когда узнал что жертвой убийства стал Роман Чипизубов, а не его отчим, узбек по имени Халиг Керимов. Так как на тот момент очевидных доказательств его вины не было, следователи в конечном итоге были вынуждены его отпустить. После допроса Краснояров купил водки и в тот же вечер сильно напился.
В последующие дни он попал под оперативную разработку. В ходе изучения его личности и образа жизни, который он вел было установлено, что детско-юношеская спортивная школа №5, где  работал Краснояров, была расположена на Угданской улице Читы. Именно там за месяц были совершены 2 из 4  преступлений, входящих в серию убийств и покушений. Здание школы в свою очередь было расположено посередине между киосками, где был ранен Баротов и убит Рахимов. В последующие месяцы следователи произвели повторный опрос потерпевших и родственников погибших на предмет их знакомства с Евгением Краснояровым. В ходе опроса выяснилось, что отчим Романа Чипизубова (узбек Халиг Керимов) из-за инцидента на дороге состоял в многолетнем конфликте с Краснояровым, который однажды угрожал ему убийством с помощью пистолета. Владельцем дома на Облепиховой улице, где расстреляли 4 человек в ночь на 28 мая 2013 года, был родственник убитого продавца Миррихама Рахимова — Мирамхут Рахимов. Приблизительно в 2005 году Евгений Краснояров вечером ворвался в этот дом и устроил драку с Мирамхутом Рахимовым и другими жильцами дома  из-за громко игравшей музыки. Ряд друзей и знакомых заявили полиции, что Краснояров после допроса стал демонстрировать агрессивное поведение по отношению к окружающим и заявлять, что сотрудники правоохранительных органов пытаются обвинить его в убийствах узбеков и таджиков, хотя на тот момент никаких свидетельств его причастности к этой серии убийств не было, а он подвергался допросу по поводу причастности к убийству только Романа Чипизубова. Один из знакомых заявил следствию, что однажды видел у Красноярова нелегальный пистолет, похожий на «Пистолет Макарова».
На основании весьма косвенных свидетельств причастности Красноярова к совершению серии убийств он был арестован 19 августа 2016 года, после чего был проведен обыск его дома и гаража. В ходе обыска гаража была обнаружена коробка с охотничьими патронами, разрешения на хранение которых у него не было, а в квартире — записка-памятка.

Из протокола осмотра изъятых предметов:«В качестве вещественного доказательства к материалам дела 19 августа 2016 года приобщен изъятый при обыске лист формата А4 с записями Красноярова:
1. Северный Кольцо. Фрукты-Героин-Мак. 2. Шилова. Фрукты-Героин-Мак. 3. Песчанка Фрукты-Овощи, Героин-Мак. 4. Журавлева дер. дом. 5. Дедушка Ваххабит ЦРМ №1. 6. Баба Галя Ц. Пески — Героин!!!! 7. Халик сука Сосновый. 8. Горная лаванда или Чистый ислам. 9. Паша Юрист. 10. И Сережа тоже. 11. Адвокат Бабы Рай. 12. Федорова, паспортистка, Марина Геннадьевна гл. пдминистратор. 13. Паша юрист. 14. Паша председатель. 15. Топорок, адвокат Любин Григории Макарович.
Записи «Северный Кольцо», «Песчанка», «Журавлева» и «Халик сука» были обведены ручкой другого цвета — не той, которой записка писалась изначально.
После ареста Евгений Краснояров отрицал все обвинения о своей причастности к совершению убийств. Он дал алиби по каждому эпизоду и назвал следствию фамилии своих друзей и знакомых, которые должны были его подтвердить. Однако в ходе расследования ни одно из них не подтвердилось, так как сведения о его местонахождении в дни, когда были совершены преступления противоречили сведениям, которые дали жена Красноярова и его любовница, утверждавшие, что во время совершения преступлений он был у них и никуда не отлучался. В дальнейшие месяцы следователи провели кропотливую работу по устранению этих противоречий, которая в конечном итоге дала результат. Жена Красноярова после ряда разговоров со следователями и психологами, в январе 2017 года дала показания против  Красноярова. В частности она поведала о наличии у Красноярова тайника с оружием в поселке Песчанка, куда она согласно ее свидетельствам, отвозила его наследующий день после убийства Романа Чипизубова
21 февраля 2017 года в поселке Песчанка, недалеко от места, где в июле 2006 года Евгений Краснояров расстрелял таджиков Файзиева и Додосиева, под снегом в земле был обнаружен тайник. Из него были извлечены пистолет Иж-79-9Т «Макарыч», переделанный под стрельбу боевыми патронами, пистолет Макарова, пистолет-пулемет «ПП-93», состоявший на вооружении спецподразделений МВД России, автомат Калашникова АКМ-47 калибра 7,62 мм, три пластиковые бутылки, заполненные патронам разных калибров, а также запасные части к пистолетам и автоматам разных марок и модификаций.
В тот же день на основании показаний жены Красноярова были обнаружены еще 2 тайника на чердаке детско-юношеской спортивной школы №5, оборудованные в перекрытиях. Там были обнаружены пистолет Марголина с коллиматорным прицелом «Bushnel» и самодельным глушителем, пистолет «Иж-79-9Т РА», обрез ружья «ТОЗ-34», выкрашенный в зеленый цвет, дульный тормоз-компенсатор и магазины к пистолетам Макарова, а также ствол и затвор от «ППШ».
Криминалистическо-баллистическая экспертиза в последующие дни установила, что все жертвы были убиты из газового пистолета «Макарыч», переделанного под боевой патрон и автомата АКМ-47, из которого Краснояров убил Черепанову, Коренник, Жонибекова, Гращенко и ранил Сатликова. Во время экспертизы потожировых следов были обнаружены микроскопические кусочки кожи и потожировые следы Красноярова на всех деталях орудий убийств, включая самые мельчашие, на основании чего был сделан вывод, что Краснояров не только держал их в руках, но и много времени потратил на его разборку, техническое обслуживание, ремонт и сборку. После того, как любовница Красноярова узнала о показаниях его жены и об обнаружении тайников с оружием, она во время очередного допроса отказалась от своих первоначальных показаний и заявила, что не может подтвердить его алиби, так как в дни совершения убийстви  покушений он у нее отсутствовал. Позже жена и любовница Красноярова признались в том, что на протяжении многих лет были осведомлены о его криминальной деятельности. Они утверждали, что Евгений  признавался им в поджоге цыганского дома в 2012 году, в убийствах таджиков-торговцев и в других преступных эпизодах.

Из показаний жены Краснояровой Елены: 
26 мая (2013 года) у меня день рождения, и в этот день Женя принес домой подобранного на улице стрижа. Он стал его лечить вином, но птица, естественно, умерла. Тогда он обвинил в этой смерти меня, спровоцировал скандал и ушел из дома. Вернулся он только на следующий день, когда уже все рассказывали про расстрел в Песчанке. И на прямой мой вопрос «Это ты сделал?» Женя ответил: «Да, я». При этом он не шутил и не хвастался, а просто констатировал этот факт.
Также она заявила, что после убийства Романа Чипизубова Краснояров сильно переживал по поводу того, что убил не того человека. Согласно ее показаниям, Краснояров признался ей в том, что жертвой должен был стать отчим Романа - Халиг Керимов, и он пребывал в уверенности на счет того, что автомобиль во дворе принадлежал ему и что на сработавшую сигнализацию выйдет именно Керимов, а не Чипизубов. Запись «Халик сука» в записке-памятке Красноярова, обнаруженной в ходе обыска его дома после ареста относилась именно к Керимову.
Сам Краснояров, несмотря на наличие очевидных доказательств его вины в совершении серии убийств и покушений полностью отрицал свою причастность. В декабре расследование уголовного дела было завершено
.
Судебный процесс открылся в начале 2018 года. На судебных заседаниях Краснояров не признал себя виновным, заявив суду о фальсификации доказательств. Он вынужденно признал на суде тот факт, что является большим любителем стрельбы, однако заявил, что изъятое оружие из тайников с его отпечатками пальцами и потожировыми следами в действительности ему не принадлежит. В конечном итоге жюри присяжных заседателей  посчитало, что собранная следствием доказательственная база была признана исчерпывающей, вследствие чего Евгений Красноров был признан виновным по всем инкриминируемым обвинениям, на основании чего суд 3 июля 2018 года назначил ему уголовное наказание в виде пожизненного лишения свободы.
Осенью того же года Краснояров подал в Верховный Суд РФ кассационную жалобу, надеясь на смягчение приговора, однако 19 октября 2018 года Верховный суд РФ жалобу отклонил и оставил в силе приговор Красноярова о пожизненном лишении свободы.

### В заключении
После суда Краснояров был этапирован для отбытия наказания в в «Исправительную колонию № 6 Управления Федеральной службы исполнения наказаний по Хабаровскому краю», более известную как «Снежинка». В 2019 году во время визита в тюрьму корреспондентов газеты «Вечорка» выяснилось, что Краснояров администрацией исправительной колонии характеризуется отрицательно, как осужденный склонный к нападению, вследствие чего в отличие от всех остальных осужденных передвигается вне камеры только в наручниках. Сам Краснояров от интервью отказался, обозвав корреспондентов нелицеприятными словами.
В декабре 2022 года ряд СМИ заявили о том, что Краснояров будучи в «Снежинке» попытался заключить контракт с  ЧВК «Вагнер» для участия в спецооперации на территории Украины и таким образом покинуть исправительную колонию. Но несмотря на то, что представители ЧВК «Вагнер» заинтересовались кандидатурой Красноярова и его навыками, покинуть тюрьму ему не удалось.